# Shimpling (Norfolk)
Shimpling – wieś w Anglii, w Norfolk. W 1931 wieś liczyła 134 mieszkańców. Shimpling jest wspomniana w Domesday Book (1086) jako Simplinga(ham).